# Kaiane Aldorino
Kaiane Aldorino López (Gibraltar, 8 de julio de 1986), es una modelo y política británica gibraltareña. Fue coronada Miss Gibraltar, primero, y el mismo año fue coronada como Miss Mundo 2009 en Johannesburgo, Sudáfrica. Fue la primera Miss Gibraltar en llegar a las semifinales del concurso de belleza Miss Mundo.
En abril de 2017 fue nombrada alcaldesa de Gibraltar, sustituyendo al veterano Adolfo Canepa.

## Biografía
Aldorino nació en Gibraltar, donde todavía reside. Antes de convertirse en Miss Gibraltar 2009, trabajaba como empleada de recursos humanos en el Hospital de San Bernardo en Gibraltar durante cinco años.
Ha sido bailarina desde la edad de 14 años con el grupo de baile «Urban Dance», y tiene experiencia en la realización a nivel local y en el extranjero. Ha actuado en Gibraltar y España. El punto culminante de su carrera de baile, y una experiencia que ella ha mencionado para muchas entrevistas como Miss Mundo, ha sido cuando participó en 2008 en la Organización Internacional de la Danza 'Showdance'. Campeonatos del Mundo en Riesa (Alemania) donde representó a Gibraltar en la categoría de formación como parte de la Selección Nacional de Danza de Gibraltar. Obtuvo el 17.º lugar e hizo historia por lograr que Gibraltar pasara la primera ronda.

### Miss Gibraltar 2009
El 27 de junio de 2009, Aldorino fue coronada Miss Gibraltar 2009, sucediendo a Krystle Robba, durante un concurso de belleza celebrado en la Alameda Teatro al Aire Libre.

### Miss Mundo 2009
Aldorino hizo historia el 12 de diciembre de 2009, convirtiéndose en la primera Miss Gibraltar que conseguía la corona de Miss Mundo. También ha sido hasta el momento la única gibraltareña que clasifica ganando un fast-track, Miss World Beach Beauty.
Poco después de que Aldorino fuera coronada por su antecesora, Ksenia Sujínova de Rusia, la ciudad de Gibraltar lo celebró saliendo a las calles. Las masas ondearon la bandera de Gibraltar y los fuegos artificiales se pusieron en marcha. El entonces ministro principal de Gibraltar, Peter Caruana, declaró su victoria como un logro maravilloso «para ella y para Gibraltar», y prometió un regreso a casa «digno de una reina».